# Kleszewo-Popławy
Kleszewo-Popławy – niestandaryzowana część miasta Pułtuska w mazowieckim w powiecie pułtuskim. Leży na północnym wschodzie miasta, po przeciwnym brzegu Narwi względem centrum Pułtuska.

## Historia
Kleszewo-Popławy to dawniej samodzielna wieś. W latach 1867–1933 należała do gminy Kleszewo w powiecie pułtuskim, początkowo w guberni łomżyńskiej, a od 1919 w woj. warszawskim. Tam 14 października 1933 weszła w skład gromady o nazwie Kleszewo-Popławy w gminie Kleszewo, składającej się z samej wsi Kleszewo-Popławy.
7 listopada 1933 Kleszewo-Popławy (113,28 ha) włączono do Pułtuska.